# Grzyby hydnoidalne

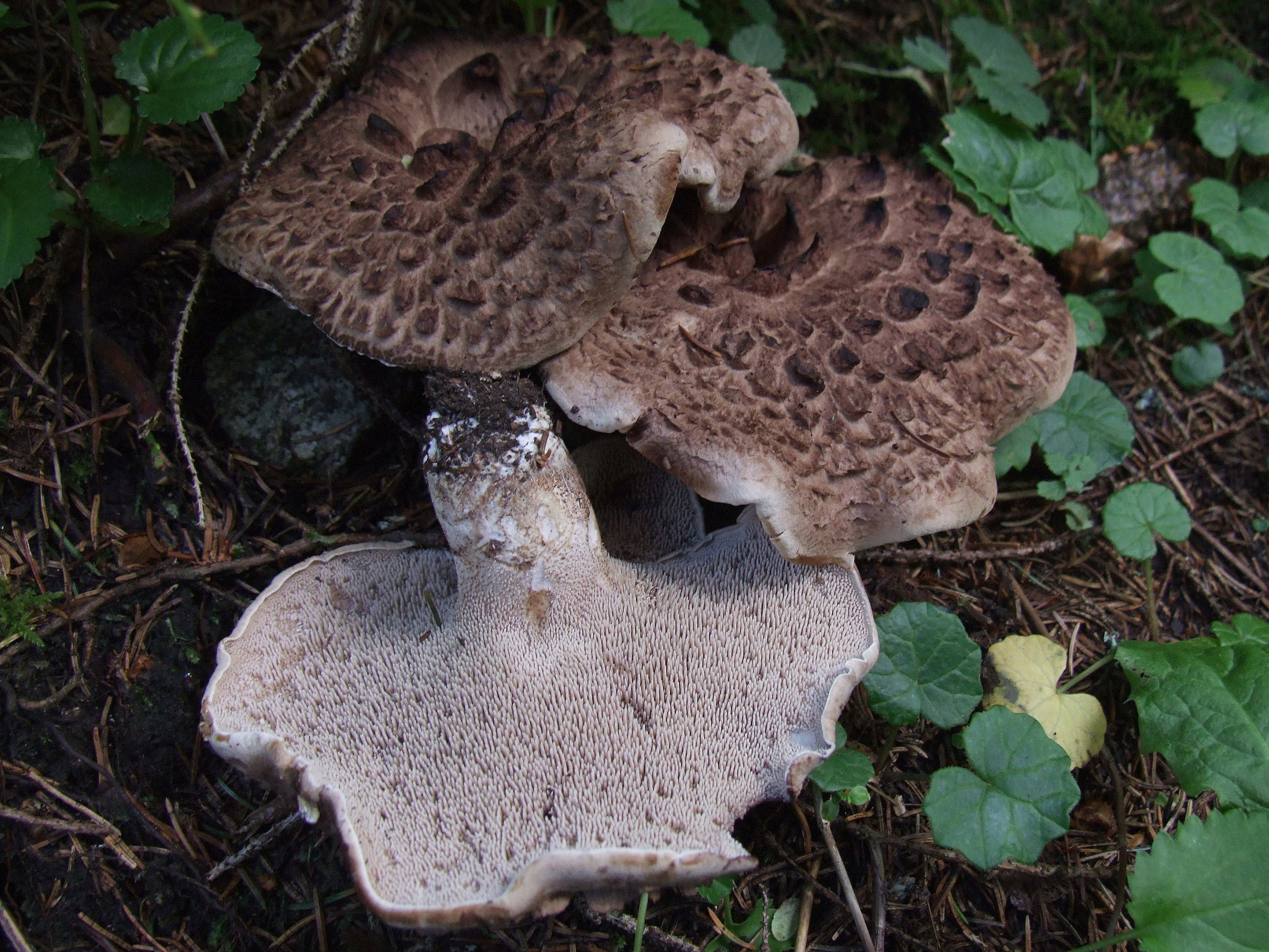
Sarniak świerkowy

Grzyby hydnoidalne (ang. stipitate hydnoid fungi, tooth fungi) – nieformalna morfologiczno-biologiczna grupa podstawczaków obejmująca grzyby ektomykoryzowe, których owocniki rosną na ziemi i składają się z trzonu i kapelusza o hymenoforze kolczastym. Nazwa grupy pochodzi od rodzaju Hydnum (kolczak), do którego początkowo włączano wszystkie gatunki grzybów o kolczastym hymenoforze. W wyniku dużych zmian, jakie zaszły i nadal zachodzą w taksonomii grzybów, większość z tych gatunków została potem przeniesiona do innych rodzajów. Obecnie grzyby hydnoidalne należą m.in. do rodzajów Bankera, Hydnellum Phellodon i Sarcodon w obrębie rzędu Thelephorales.
Gatunków o owocnikach kolczastych, ale rozpostartych lub rozpostarto-odgiętych i zwykle rosnących na drzewach, nie zalicza się do grzybów hydnoidalnych, lecz do grzybów kortycjoidalnych.
Grzyby hydnoidalne są jedną z podgrup grzybów afylloforoidalnych. Do 2015 r. liczba poznanych taksonów (gatunków i odmian) grzybów affyloroidalnych na terenie Polski wynosiła 802 taksony (gatunki i odmiany). Nie jest to jednak liczba ostateczna, mykobiota Polski nie jest bowiem jeszcze do końca przebadana i należy spodziewać się nowych znalezisk, zwłaszcza w grupie grzybów hydnoidalnych, klawarioidalnych, kortycjoidalnych i cyfelloidalnych o niewielkich owocnikach.